# Tubajon
Tubajon is een gemeente in de Filipijnse provincie Dinagat Islands op het eiland Dinagat. Bij de laatste census in 2007 telde de gemeente bijna achtduizend inwoners.

## Geografie

### Bestuurlijke indeling
Tubajon is onderverdeeld in de volgende 9 barangays:
| - Diaz - Imelda - Mabini - Malinao - Navarro - Roxas - San Roque - San Vicente - Santa Cruz |

## Demografie
Tubajon had bij de census van 2007 een inwoneraantal van 7.815 mensen. Dit zijn 1.015 mensen (14,9%) meer dan bij de vorige census van 2000. De gemiddelde jaarlijkse groei komt daarmee uit op 1,94%, hetgeen lager is dan het landelijk jaarlijks gemiddelde over deze periode (2,04%). Vergeleken met de census van 1995 is het aantal mensen met 1.660 (27,0%) toegenomen.

De bevolkingsdichtheid van Tubajon was ten tijde van de laatste census, met 7.815 inwoners op 90 km², 68,4 mensen per km².